# گئورگی کرتو
گئورگی کرتو (متولد ۸ اوت ۱۹۶۸) مربی حرفه‌ای والیبال و بازیکن سابق رومانیایی است. او به عنوان سرمربی تیم ملی صربستان و باشگاه بلوگوری بلگورود فعالیت می‌کند.     